# Isobloc 655 DHU
SAVIEM UI 20
L'Isobloc 655 DHU et le SAVIEM UI 20 sont une gamme d'autobus produite par Isobloc puis par SAVIEM entre 1955 et 1959.

## Histoire

### L'autobus à agent seul à Lille
En 1953, la Compagnie générale industrielle de transports (CGIT) filiale de la compagnie des Tramways électriques de Lille et sa banlieue (TELB) chargée de l'exploitation des lignes d'autobus lance des études pour l'achat d'un matériel autobus urbain prévu pour l'exploitation à agent seul. En effet, à cette époque, les Tramways électriques de Lille et sa banlieue (TELB) et sa filiale n'exploitent que des tramways et autobus prévus pour l'exploitation à deux agents, un conducteur et un receveur.
À la suite de ces études, la CGIT publie en 1954 un cahier des charges. Les constructeurs français SAVIEM, Chausson, Floirat et Isobloc prennent note de l'appel d'offres mais seule l'entreprise Isobloc avec son autobus 655 DHU répond favorablement au cahier des charges de la compagnie. Elle est choisie pour fournir un prototype, livré en août 1955, puis neuf véhicules entre août et décembre 1956 qui vont former la série 101 à 110.

### Achat par SAVIEM et abandon

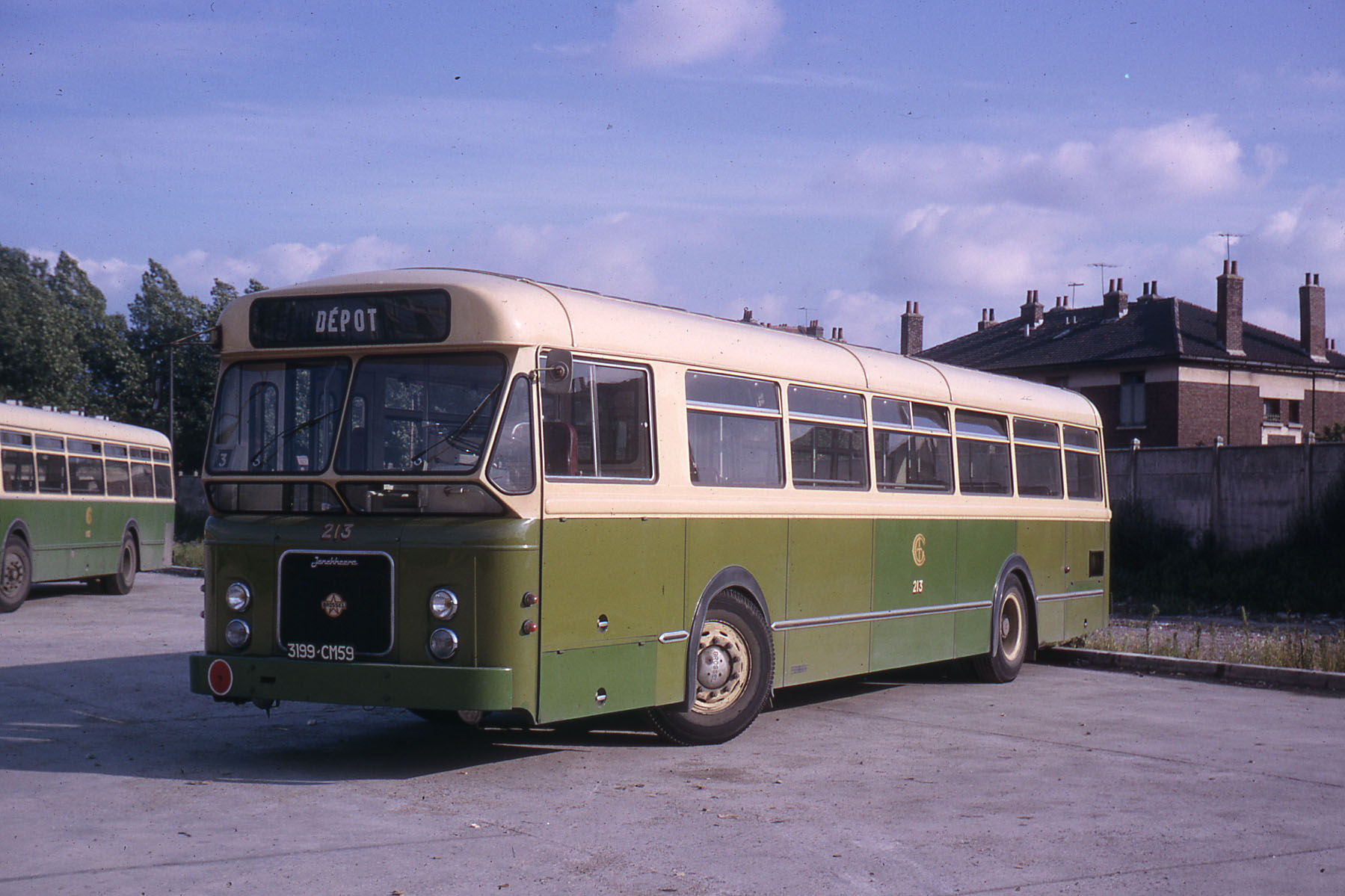
Un Brossel A92 DAR-L en 1963.

La CGIT satisfaite de la première série décide de lancer une seconde commande de sept véhicules. Cependant la société Isobloc est entre-temps achetée par le constructeur SAVIEM qui livre ces véhicules sous la dénomination SAVIEM UI 20 entre 1958 et 1959. Mais SAVIEM ne souhaite pas poursuivre la production de ce modèle et décide de l'arrêt de sa production. Se retrouvant alors sans fournisseur, la CGIT se tourne alors en 1962 vers le constructeur belge Brossel, qui propose un véhicule reprenant le cahier des charges de CGIT et les innovations introduites par le 655 DHU, le Brossel A92 DAR-L/Jonckheere.

## Caractéristiques

### Motorisation
- diesel Hispano-Suiza DWXLDF, produit sous licence Hercules, horizontal 6 cylindres, 101 kW (138 ch) à 2 600 tr/min;

## Commercialisation
La quasi-totalité de la production concerne la Compagnie générale industrielle de transports (CGIT) avec dix véhicules de type 655 DHU (série 101–110) et sept véhicules de type UI 20 (série 111–117). La Société des chemins de fer économiques du Nord (CEN) a cependant également acheté pour son réseau de la Haute-Savoie trois exemplaires du SAVIEM UI 20.
| Entreprise | Modèle    | Nombre | Numéros | Mise en service |
| ---------- | --------- | ------ | ------- | --------------- |
| CGIT       | prototype | 1      | 101     | 1955            |
| CGIT       | 655 DHU   | 9      | 102–110 | 1956            |
| CGIT       | UI 20     | 7      | 111–117 | 1958-1959       |
| CEN        | UI 20     | 3      |         |                 |